# ジュエ＝レ＝トゥール
ジュエ＝レ＝トゥール （Joué-lès-Tours）は、フランス、サントル＝ヴァル・ド・ロワール地域圏、アンドル＝エ＝ロワール県のコミューン。トゥールの南郊外に接する。

## 語源
6世紀のジュエ＝レ＝トゥールは、ガウディアクス（Gaudiacus）の名で認知されていた。人名のガウディウス（Gaudius、祝福された者）に接尾辞の-acumがついたものである。現在の地名に含まれるJouéとは、キリスト教化されたガリアで西の方角を意味する言葉である。

## 歴史
町は、シャルル単純王によってサン・マルタン・ド・トゥール憲章を授けられた。
1964年、トゥールがジュエ＝レ＝トゥールの2地区を併合した。2013年より、トゥール・トラムがコミューン内を横断するようになった。

## 姉妹都市
- ヘヒンゲン、ドイツ
- イースト・エアシャイア、スコットランド
- サンタ・マリア・ダ・フェイラ、ポルトガル
- チッタ・ディ・カステッロ、イタリア
- オグレ、ラトビア

## 出身者
- ステファヌ・ダルマ